# Eisernes Sparen

Antrag auf Eröffnung eines Sparkontos

Eisernes Sparen hieß ein 1941 eingeführtes staatlich gefördertes Sparprogramm im Nationalsozialismus in Deutschland, durch das überschüssige Kaufkraft abgeschöpft und Finanzmittel zur Kriegsführung im Zweiten Weltkrieg gesammelt werden sollten.

## Sparanreize
Die durchschnittlichen Wochenlöhne stiegen zwischen 1938 und 1943 um rund 14 %; trotz annähernd ebenso stark erhöhter Lebenshaltungskosten kam es wegen mangelnder Konsumgüter zu einem erheblichen Kaufkraftüberschuss. Mit der Verordnung zur Lenkung der Kaufkraft vom 30. Oktober 1941 wurde für Lohn- bzw. Gehaltsempfänger die Möglichkeit geschaffen, monatlich bis zu 26 RM, ab 1. Januar 1943 erhöht auf 39 RM, vom Arbeitgeber einbehalten und auf ein besonderes Sparkonto einzahlen zu lassen. Dieser Teil des Arbeitslohnes musste nicht versteuert werden und war von Sozialversicherungsbeiträgen befreit, so dass sich die Rendite über die Zinsen hinaus entsprechend erhöhte. Die Spareinlagen sollten frühestens ein Jahr nach Kriegsende für den Anleger verfügbar werden.
Betriebe konnten entsprechend steuerfreie Betriebsanlage-Guthaben einzahlen, die nach dem Krieg ausgezahlt werden sollten, allerdings nicht verzinst wurden.

## Spareinlagen
Im Dezember 1941 nannte der Präsident des Deutschen Sparkassen- und Giroverbandes für das Jahr 1942 als Ziel, durch das „Eiserne Sparen“ eine Summe von 3 bis 4 Milliarden RM aus Löhnen und Gehältern zuzüglich weiterer 2 Milliarden RM aus Weihnachts- und Sondergratifikationen abzuschöpfen. Damit sei ein Steuerausfall von mindestens 300 bis 400 Millionen RM verbunden.
Ende 1942 waren 1.820.344 derartiger Eiserner Sparverträge bei den deutschen Sparkassen abgeschlossen; mit 177.105 Neuabschlüssen im Folgejahr wuchs die Zahl nur um knapp 10 % an.
Tatsächlich blieben die Einlagen hinter den Erwartungen zurück: Für das Jahr 1942 beliefen sich die gesamten Spareinlagen bei den Sparkassen reichsweit auf 52,2 Milliarden RM; der Anteil des „Eisernen Sparens“ betrug mit 465 Millionen RM lediglich 0,91 %. Im Jahr 1944 wurden bei einem Sparvolumen von 80,4 Milliarden RM durch das Sparprogramm 1,3 Milliarden RM (entsprechend 1,64 %) abgeschöpft. Die entsprechenden Zahlen der Privatbanken liegen nicht vor; sie werden als weitaus geringer und eher unbedeutend eingeschätzt.

## Vorbehalte bei der Bevölkerung
In den Meldungen aus dem Reich, den geheimen Lageberichten des Sicherheitsdienstes der SS, wird berichtet, das „Eiserne Sparen“ habe anfangs „ein gutes Echo gefunden“, die „betroffenen Kreise“ seien aber bald zurückhaltender geworden und verhielten sich „zunächst abwartend“. Ungünstig sei das von Staatssekretär Reinhardt gewählte Rechenbeispiel mit einem Monatsgehalt von 300 RM. Arbeiter mit kleinem Einkommen fühlten sich ausgeschlossen; es herrsche der Eindruck, das „Eiserne Sparen“ bringe wirkliche Vorteile nur Arbeitnehmern mit höherem Einkommen.
Die Bevölkerung schließe auf eine längere Kriegsdauer, da eine solche Maßnahme sonst nicht gestartet worden wäre. Das „Eiserne Sparen“ werde als neue Variante einer Kriegsanleihe angesehen. Man vermute, dass es auf ein Zwangssparen und eine Gewinnabschöpfung des „kleinen Mannes“ hinausliefe. Befürchtungen wurden geäußert, wonach die gesparten Beträge oder Teile davon konfisziert oder auf die Leistungen der Altersversorgung angerechnet werden könnten.
In einer Meldung vom April 1942 werden acht Gründe aufgelistet, mit denen die unterschiedliche und stellenweise sehr geringe Beteiligung am „Eisernen Sparen“ erklärt wurde. Einige Experten hielten eine bessere Werbung für erfolgversprechend. Andere glaubten nicht, dass sich die an das „Eiserne Sparen“ geknüpften Erwartungen erfüllen würden, da das Programm in seinen Grundzügen und in seinem Gesamtaufbau als „wenig glücklich“ empfunden wurde.

## Deutungen
Beamte, staatlich Angestellte, Mitarbeiter der NSDAP und ihrer Organisationen dürften einem „Kollektivdruck“ ausgesetzt worden sein, doch wird sich die überwiegende Anzahl der Sparer aus freien Stücken zum Vertragsabschluss entschlossen haben. Die Regierung scheute einen Vertrauensverlust und vermied den Anschein, sie wolle ein Zwangssparen einführen. Das angestrebte Ziel, mit Hilfe des Eisernen Sparens große Teile der Massenkaufkraft einzusammeln, wurde auf diese Weise nicht erfüllt.

## Nachkriegszeit
Auf Anordnung der Kontrollkommission für Deutschland wurden „Eiserne Sparkonten“ ab 1. April 1947 in gewöhnliche Sparkonten umgewandelt, die den allgemeinen Zins- und Kündigungsbestimmungen unterworfen waren. Wie alle anderen Guthaben wurden diese allerdings durch die Währungsreform 1948 im Verhältnis von 10:0,65 auf die D-Mark umgestellt. Weil die Guthaben erst nach dem 1. Januar 1940 entstanden, wurden sie anders als übrige Sparguthaben nicht durch das „Gesetz zur Milderung von Härten der Währungsreform (Altsparergesetz)“ vom 14. Juli 1953 entschädigt.